# Печера Евріпіда
Печера Евріпіда (грец. Σπήλαιου του Ευριπίδη) — печера біля селища Перістеріа на півдні острова Саламін. Ця печера вважається тією, в якій Евріпід писав свої трагедії. Авл Геллій, що у ІІ столітті відвідав печеру, писав, що Філохор у сьогодні втраченій роботі печеру називав «незручною і страшною». Сатир Перипатетик казав, що печера, в якій Евріпід написав свої твори, відкривалася до моря Твір «Гіпполіт» вважається написаним у печері.

## Опис
Вхід у печеру знаходиться на 115 м.н.м., а перед ним розташований уступ, з якого відкривається прекрасний вид на море і острів Егіна. Дістатися до печери можна від набережної по вулиці Евріпіда, потім по ґрунтовій дорозі близько 250 м до джерела, біля якого можна побачити залишки простого святилища Діоніса. На південь від підпірної стінки можна побачити прямокутне святилище, культове місце з лавками і водоймою. На основі знахідок, серед яких виявилися права рука статуї Діоніса, фалоси, чорний глазурований канфар і проштемпельована кришка вулика, вважається, що тут у третьому і другому століттях до н. е. крім Діоніса також вшановували і Евріпіда.
Ще через 100 м можна дістатися до входу в печеру, який сьогодні закритий сталевими дверима. Через низький вхід можна потрапити печеру приблизно 47 метрів у довжину. Частково звивисті проходи з'єднують окремі кімнати (археологи поділили печеру на десять кімнат, які позначені римськими цифрами від I до X).

## Дослідження
З 1994 по 1997 роки археологи з університету Іоанніна під керівництвом Гіанноса Г. Лолоса вели розкопки у печері. 10 січня 1997 року вони виявили в печері нижню частину чорного глазурованого скіфоса, на якому нанесені перші шість грецьких літер «ΕΥΡΙΠΠ» імені Евріпіда. У той час як посудина датується 430—420 до н.н., тобто при житті Евріпіда, напис датується лише І-ІІІ століттям нашої ери. У 1998—2000 роках у печері було розкопано святилище Діоніса. Знахідки знаходяться в Археологічному музеї Саламіну.

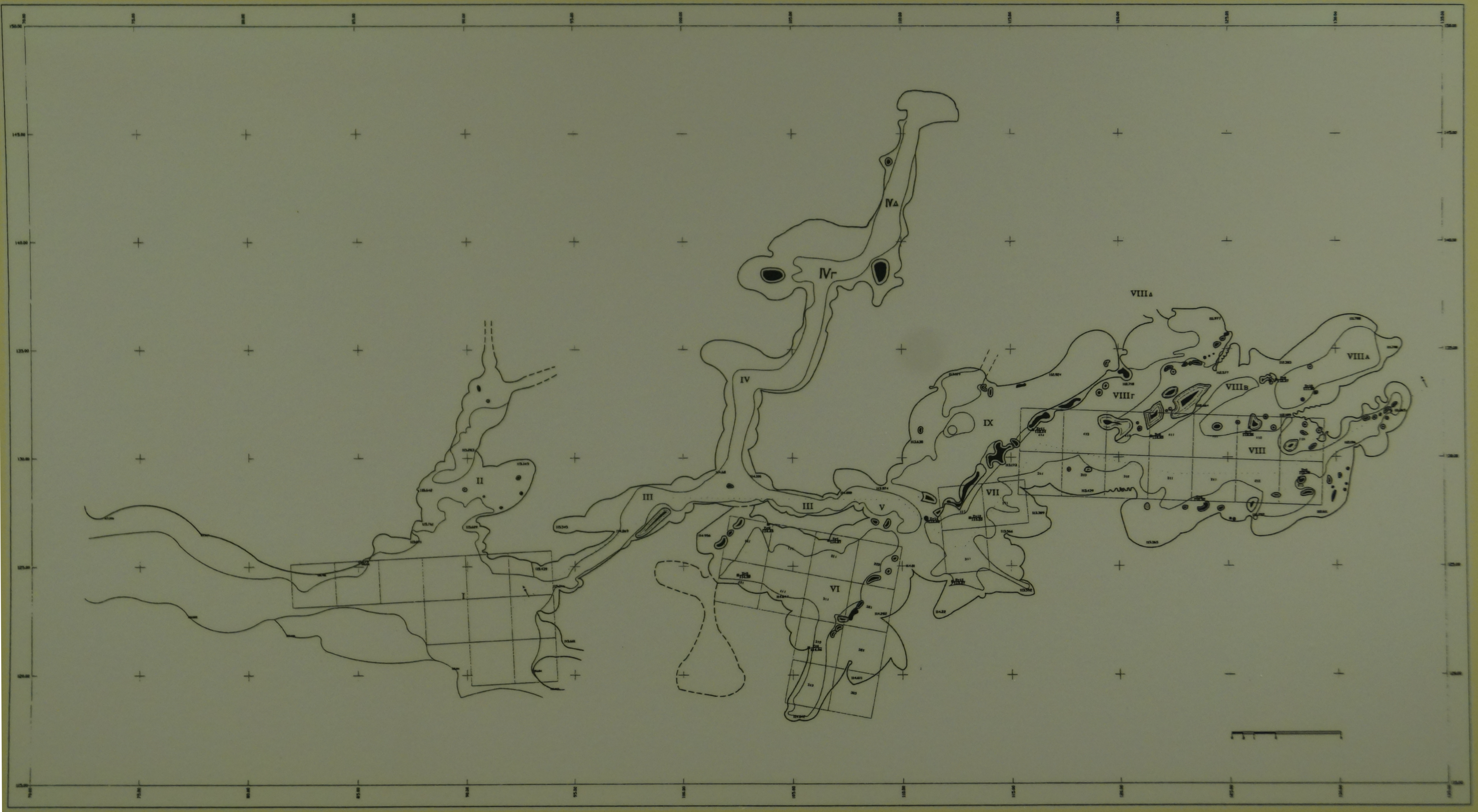
План печери Евріпіда
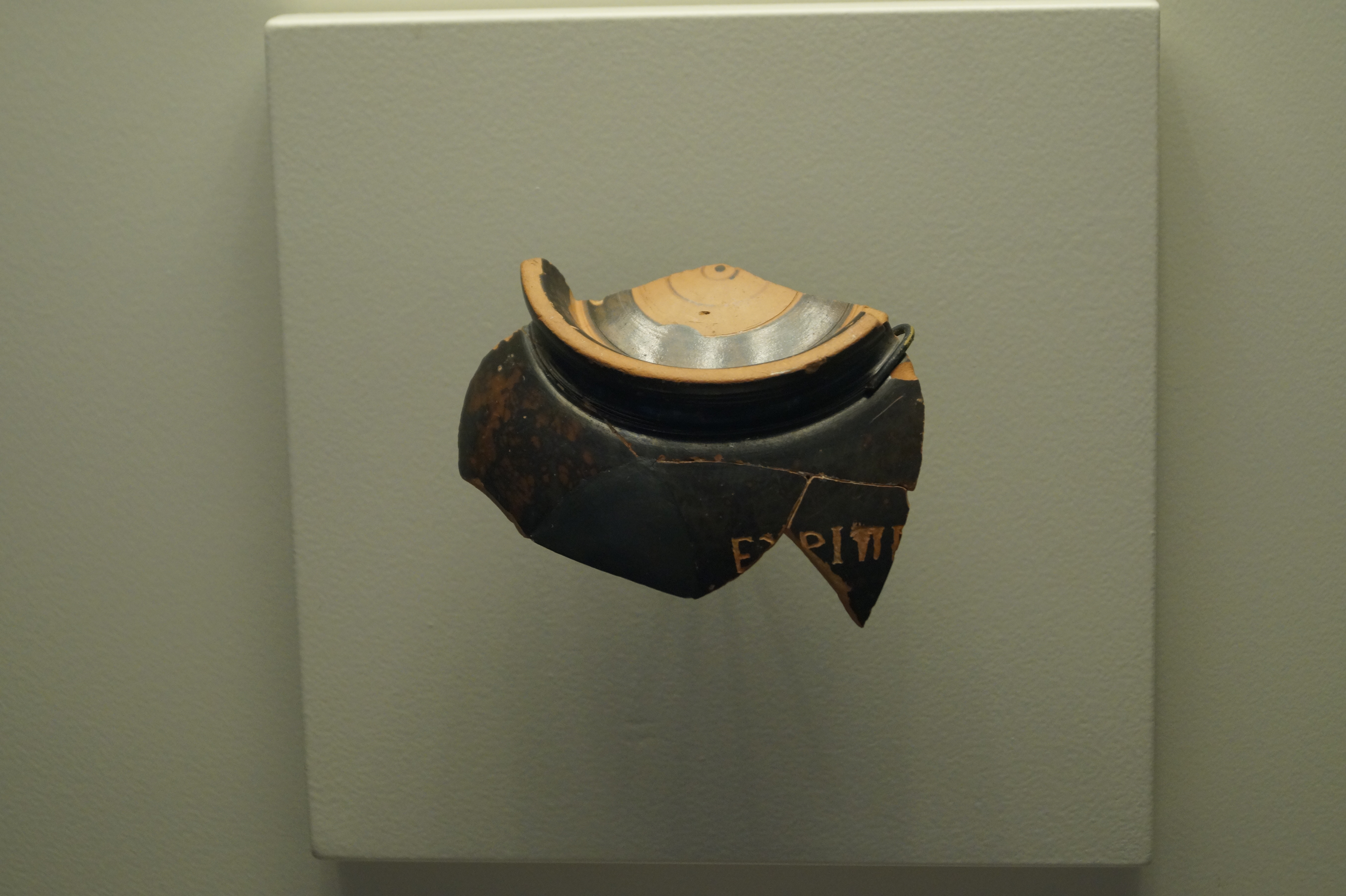
Маркований скіфос

## Історія
У пізньому неоліті (5 300–4 300 до н. е.) печера використовувалась як культове місце. З цього періоду були, серед іншого, знайдені глиняні горщики і наконечники стріл з обсидіану і кременю.
У добу Пізньої Еллади (SH II–IIIB; 14-те до початку 12-го ст. до н. е..) печера, в першу чергу велика кімната VIII, використовувалась як місце поховання. Типовими похоронними предметами були прикрашені глиняні горщики, прикраси та бронзові предмети. Наступна фаза використання починається у класичну епоху в 5 столітті до н. е.; з цього часу походять чорна глазурована і червонофігурна кераміка.
В наступні елліністичну і давньоримську добу печера ймовірно була туристичною визначною пам'яткою і місцем паломництва. Як підношення відвідувачі залишали срібні сережки, кільця і скляні намистини. У вузькому місці в коридорі IV D знайшли скарб, що складається з 39 срібних монет Галлієна і його дружини Салоніни. Він, ймовірно, сховав його тут під час нападу готів в 267/8 рр. н. е.
Останнє використання печери було у добу франків часу (13-14 століття), коли вона служила притулком у часи небезпеки; тут були знайдені розкидані скарби срібла в камерах VI і VIII.